# Julija Anatoljewna Bartnowskaja
Julija Anatoljewna Bartnowskaja (russisch Юлия Анатольевна Бартновская; * 25. Februar 1984) ist eine russische Ringerin. Sie wurde 2009 Vize-Weltmeisterin in der Gewichtsklasse bis 67 kg Körpergewicht.

## Werdegang
Julija Bartnowskaja stammt aus der Region Krasnojarsk. Sie begann im Jahre 1994 als Zehnjährige mit dem Ringen. Sie gehört dem Sportclub Wiktor Krasnojarsk an und wird bzw. wurde von Wiktor Raikow, K. Sutschkow und Ewgeni Lukjanow trainiert. Sie ist Sportlehrerin in der russischen Armee (Luftwaffe).
Sie war bereits als Junioren-Ringerin sehr erfolgreich. 1999 wurde sie in Lodz auf Anhieb Junioren-Weltmeisterin (Altersgruppe Cadets = bis zum 16. Lebensjahr) in der Gewichtsklasse vir 49 kg. Ein Jahr später, 2000, wurde sie in Bratislava in der Gewichtsklasse bis 56 kg auch Junioren-Europameisterin der Kadetten vor Marianna Sastin aus Ungarn. 2001 belegte sie bei der Junioren-Europameisterschaft der Kadetten in Izmir in der Gewichtsklasse bis 65 kg den 3. Platz und 2002 belegte sie bei der Junioren-Europameisterschaft in Tirana in der Gewichtsklasse bis 68 kg den 3. Platz. Dabei wurde sie von Stanka Slatewa aus Bulgarien besiegt.
Im Jahre 2003 wurde Julija Bartnowskaja in Riga in der Gewichtsklasse bis 67 kg erstmals bei einer Europameisterschaft der Damen eingesetzt. Sie verlor gegen Ewelina Pruszko aus Polen, besiegte dann Olesja Samula aus Aserbaidschan und musste sich im Kampf um eine Bronzemedaille Lise Legrand aus Frankreich geschlagen geben. Sie kam damit auf den 5. Platz. Im Januar 2004 startete sie beim Test-Turnier der FILA (Internationaler Welt-Ringerverband) für die Olympischen Spiele in Athen und siegte dabei in der Gewichtsklasse bis 67 kg vor so renommierten Ringerinnen wie Jing Ruixue aus der Volksrepublik China, Norie Saito aus Japan und Agnieszka Wieszczek aus Polen. 2004 wurde sie dann in Sofia auch noch einmal Junioren-Europameisterin vor Sylwia Starzec aus Polen und Julia Weiß aus Deutschland. An den Olympischen Spielen dieses Jahres in Athen konnte sie nicht teilnehmen, weil die Gewichtsklasse, in der sie startete, nicht olympisch war.
In den Jahren 2005 bis 2007 wurde Julija Bartnowskaja bei keinen internationalen Meisterschaften eingesetzt. Im Jahre 2008 war sie aber bei der Weltmeisterschaft in Tokio am Start. Sie kam dort zu drei Siegen, unterlag aber im entscheidenden Kampf um eine Bronzemedaille der Mongolin Otschirbatyn Nasanburmaa und musste sich wieder mit einem 5. Platz begnügen. Im Jahre 2009 gewann sie dann ihre ersten Medaillen bei internationalen Meisterschaften der Damen. Bei der Europameisterschaft in Vilnius besiegte sie in der Gewichtsklasse bis 67 kg Paulina Grabowska aus Polen und die ehemalige Weltmeisterin Nikola Hartmann-Dünser aus Österreich, unterlag aber im Halbfinale gegen Kateryna Burmistrowa aus der Ukraine. Im Kampf um eine Bronzemedaille besiegte sie schließlich Roxana Camelia Iancolovici aus Rumänien. Noch besser schnitt sie bei der Weltmeisterschaft in Herning/Dänemark ab. In ihrer angestammten Gewichtsklasse besiegte sie dort Ma Yan aus China, Adeline Gray aus den Vereinigten Staaten und Ifeoma Iheanacho aus Nigeria und stand im Endkampf Martine Dugrenier aus Kanada gegenüber, gegen die sie allerdings verlor. Sie wurde damit Vize-Weltmeisterin.
In den folgenden Jahren bestritt Julija Bartnowskaja eine ganze Reihe von internationalen Turnieren, bei denen sie immer gut abschnitt. Bei einer internationalen Meisterschaft wurde sie aber erst wieder im Jahre 2012 eingesetzt. Sie startete dabei bei der Europameisterschaft in Belgrad und kam dort auf den 5. Platz. Bei den Olympischen Spielen 2012 in London wurde sie nicht am Start sein, weil die Gewichtsklasse bis 67 kg auch dort nicht olympisch ist. Den Versuch, sich in einer anderen Gewichtsklasse für diese Spiele zu qualifizieren, unternahm sie nicht.

## Internationale Erfolge
| Jahr | Platz | Wettbewerb                           | Gewichtsklasse | Ergebnisse |
| 1999 | 1.    | Junioren-WM (Cadets) in Lodz         | bis 49 kg      | vor Melina Hutchison, USA und Momoko Sera, Japan |
| 2000 | 1.    | Junioren-EM (Cadets) in Bratislava   | bis 56 kg      | vor Marianna Sastin, Ungarn und Sylwia Starzec, Polen |
| 2001 | 3.    | Junioren-EM (Cadets) in Izmir        | bis 65 kg      | hinter Malgorzata Kalska, Polen und Sandra Stahl, Schweden |
| 2002 | 3.    | Junioren-EM in Tirana                | bis 68 kg      | hinter Stanka Slatewa, Bulgarien und Kararzyna Jaworska, Polen |
| 2003 | 3.    | Klippan-Lady-Open                    | bis 67 kg      | hinter Ewelina Pruszko, Polen und Catherine Downing, USA |
| 2003 | 5.    | EM in Riga                           | bis 67 kg      | nach einer Niederlage gegen Ewelina Pruszko, einem Sieg über Olesja Samula, Aserbaidschan und einer Niederlage gegen Lise Legrand, Frankreich                                                                       |
| 2004 | 1.    | FILA-Test-Rurnier in Athen           | bis 67 kg      | vor Jing Ruixue, Volksrepublik China, Norie Saito, Japan und Agnieszka Wieszczek, Polen |
| 2004 | 1.    | Junioren-EM in Sofia                 | bis 67 kg      | vor Sylwia Starzec, Julia Weiß, Deutschland und Irina Zyrkewitsch, Belarus |
| 2005 | 5.    | Welt-Cup in Clermont-Ferrand         | bis 72 kg      | hinter Kyoko Hamaguchi, Japan, Swetlana Sajenko, Ukraine, Iris Smith, USA und Rainiel Guerra, Venezuela |
| 2007 | 3.    | Klippan-Lady-Open                    | bis 67 kg      | hinter Elena Piroschkowa, USA und Emma Weberg, Schweden |
| 2008 | 1.    | Golden-Grand-Prix in Baku            | bis 67 kg      | vor Maria Katschina, Aserbaidschan und Burcu Orskaya, Türkei |
| 2008 | 5.    | WM in Tokio                          | bis 67 kg      | nach Siegen über Burcu Orskaya und Olga Chilko, Ukraine, einer Niederlage gegen Mami Shinkai, Japan, einem Sieg über Stephanie Maierhofer, Österreich und einer Niederlage gegen Otschirbatyn Nasanburmaa, Mongolei |
| 2008 | 2.    | Pokalturnier in Tschechow            | bis 72 kg      | hinter Aljona Starodubzewa, vor Masrina Kolobajewa und Angelina Sasselija, alle Russland |
| 2009 | 1.    | Klippan-Lady-Open                    | bis 67 kg      | vor Karin Stingelin, Schweiz, Ase Karlsson und Sandra Mäkelä, beide Schweden |
| 2009 | 3.    | EM in Vilnius                        | bis 67 kg      | nach Siegen über Paulina Grabowska, Polen und Nikola Hartmann-Dünser, Österreich, einer Niederlage gegen Kateryna Burmistrowa, Ukraine und einem Sieg über Roxana Camelia Iancolovici, Rumänien                     |
| 2009 | 2.    | Golden-Grand-Prix in Baku            | bis 67 kg      | hinter Sumrud Gurbanhadschijewa, Aserbaidschan, vor Doaa Ahmed Maher, Ägypten und Kateryna Burmistrowa |
| 2009 | 2.    | WM in Herning/Dänemark               | bis 67 kg      | nach Siegen über Ma Yan, China, Adeline Gray, USA und Ifeoma Iheanacho, Nigeria und einer Niederlage gegen Martine Dugrenier, Kanada                                                                                |
| 2010 | 5.    | Golden-Grand-Prix in Krasnojarsk     | bis 67 kg      | hinter Kateryna Burmistrowa, Badrachyn Odontschimeg und Bandsragtschiin Bajanmönch, beide Mongolei und Jelena Schalygina, Kasachstan                                                                                |
| 2010 | 3.    | Golden-Grand-Prix in Baku            | bis 67 kg      | hinter Jelena Schalygina und Mami Shinkai, gemeinsam mit Kateryna Burmistrowa |
| 2011 | 2.    | Golden-Grand-Prix in Krasnojarsk     | bis 67 kg      | hinter Darima Sanschejewa, vor Oksana Nagornich und Anastasija Schawlinskaja, alle Russland |
| 2011 | 2.    | Großer Preis von Tourcoing           | bis 67 kg      | hinter Hong Yan, China, vor Darima Sanschejewa und Lisa Geyer, Deutschland |
| 2011 | 8.    | Golden-Grand-Prix in Baku            | bis 67 kg      | nach einer Niederlage gegen Natalja Palamarchuk, Ukraine |
| 2011 | 2.    | Poland-Open in Tarnowo Podgorne      | bis 67 kg      | hinter Natalja Kuksina, Russland, vor Lisa Geyer und Hanna Sawenija, Belarus |
| 2012 | 2.    | Golden-Grand-Prix in Krasnojarsk     | bis 67 kg      | hinter Sara Dosho, Japan, vor Natalja Kuksina und Tatjana Sacharowa, Kasachstan |
| 2012 | 3.    | Intern. Ukrainian Tournament in Kiew | bis 67 kg      | hinter Nadeschda Semenzowa, Aserbaidschan und Swetlana Babuschkina, Russland, gemeinsam mit Aline Focken, Deutschland                                                                                               |
| 2012 | 5.    | EM in Belgrad                        | bis 67 kg      | hinter Henna Johansson, Schweden, Alla Tscherkassowa, Ukraine, Nadeschda Semenzowa und Dschanan Manolowa, Bulgarien                                                                                                 |

## Russische Meisterschaften
(soweit bekannt)
| Jahr | Platz | Gewichtsklasse | Ergebnisse                                                                             |
| 2007 | 2.    | bis 67 kg      |                                                                                        |
| 2008 | 2.    | bis 67 kg      | hinter Natalja Kuksina, vor Jewgenija Atamanowa und Marina Kolobajewa                  |
| 2009 | 1.    | bis 67 kg      | vor Jewgenija Atamanowa, Marina Kolobajewa und Irina Bogdanowa                         |
| 2010 | 2.    | bis 67 kg      | hinter Aljona Kartaschowa, vor Jelena Perepelkina und Irina Bogdanowa                  |
| 2011 | 3.    | bis 67 kg      | hinter Natalja Kuksina und Darima Sanschejewa, gemeinsam mit Anastasija Schtschawlinki |

## Erläuterungen
- alle Wettkämpfe im freien Stil
- WM = Weltmeisterschaft, EM = Europameisterschaft